# Mike Michalske
August Mike Michalske (Cleveland, 24 aprile 1903 – 26 ottobre 1983) è stato un giocatore di football americano statunitense che ha giocato nel ruolo di offensive guard per dieci stagioni nella National Football League (NFL). È stato inserito nella Pro Football Hall of Fame nel 1964.

## Carriera professionistica
Originariamente membro dei New York Yankees della breve vita nella National Football League dal 1927 al 1928, Michalske arrivò a Green Bay nel 1929 in quella che fu la prima delle sue nove stagioni nella squadra. Premiato come All-America nel ruolo di fullback durante i suoi anni alla Pennsylvania State University, Michalske convinse l'allenatore dei Packers Curly Lambeau a provarlo nella linea offensive, dove divenne la prima grande guardia del football professionistico, conosciuto per la sua combinazione di velocità, agilità e potenza.
Prima guardia ad essere introdotta nella Pro Football Hall of Fame, Michalske fu un bloccatore chiave dei Packers che vinsero tre campionati consecutivi nel 1929, 1930 e 1931, aprendo buchi per Johnny "Blood" McNally e Bob Monnett. Michalske giocò anche nella linea difensiva e su soprannominato "Iron Mike" perché, malgrado giocasse 60 minuti a gara, saltò solo 9 delle 104 gare della sua carriera coi Packers, 5 delle quali nell'ultima stagione. Inoltre, per tutta la carriera giocò con una vertebra addominale non riparata congenita.
Michalske fu inserito 6 volte unanimemente nella prima formazione ideale della stagione All-Pro dal 1927 al 1931 e nel 1935. Durante la sua carriera indossò coi Packers nove diversi numeri di maglia, il massimo per qualsiasi giocatore nella storia della franchigia: 19 (1932), 24 (1934), 28 (1931), 30 (1932), 31 (1933), 33 (1935), 36 (1929–30, 37), 40 (1935) e 63 (1934).

## Palmarès
- (3) Campionati NFL (1929, 1930, 1931)
- (6) First-Team All-Pro (1927, 1928, 1929, 1930, 1931, 1935)
- Formazione ideale della NFL degli anni 1920
- Pro Football Hall of Fame